# بطولة تونس لألعاب القوى 1979
بطولة تونس لألعاب القوى 1979 هو الدورة 24 من بطولة تونس لألعاب القوى.

فاز بهذا الموسم الزيتونة الرياضية.

## روابط خارجية
- الموقع الرسمي للجامعة التونسية لألعاب القوى.